# دينيس أوبراين (رجل أعمال)
دينيس أوبراين (بالإنجليزية: Denis O'Brien)‏ هو شخصية أعمال أيرلندي، ولد في 19 أبريل 1958 في جمهورية أيرلندا.